# Ceraia carinata
Ceraia carinata é uma espécie de orquídea de flores pequenas que duram muito pouco, mas que floresce diversas vezes ao ano, nativa das Filipinas.